# Carlo Allioni

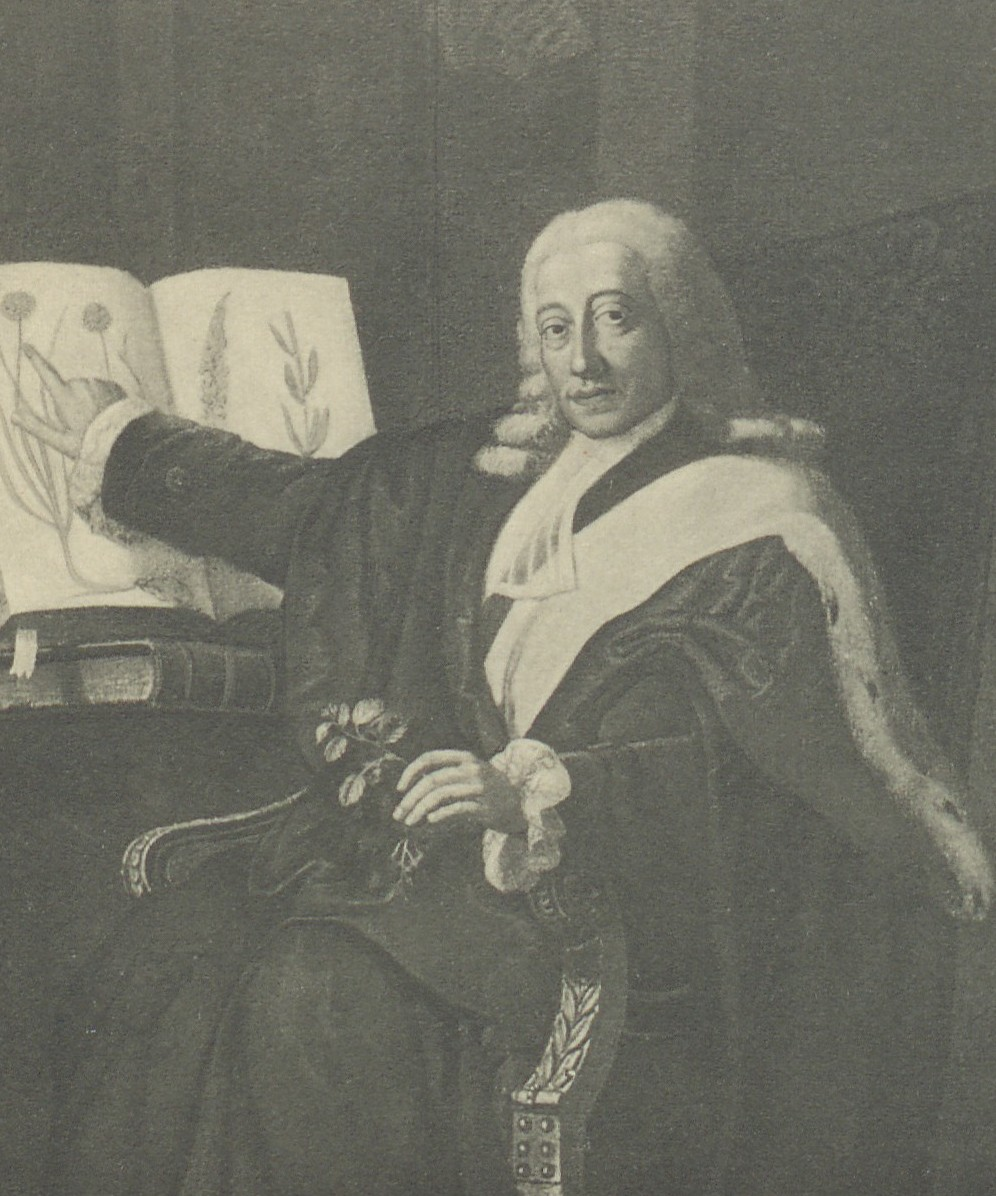
Carlo Allioni

Carlo Ludovico Allioni (* 23. September 1728 in Turin; † 30. Juli 1804 ebendort) war ein italienischer Arzt, Zoologe, Paläontologe und Botaniker. Sein offizielles botanisches Autorenkürzel lautet „All.“

## Leben und Wirken
Allioni lehrte seit 1760 als Professor der Botanik an der Universität Turin und leitete den Turiner Botanischen Garten 1763–1781 als Nachfolger von Vitaliano Donati. 1757 wurde er zum korrespondierenden Mitglied der Göttinger Akademie der Wissenschaften gewählt. Am 6. April 1758 wurde Allioni in die Royal Society aufgenommen.
Er leitete ab 1771 auch das Museum in Turin. Er selbst hatte große Naturaliensammlungen (6000 Stücke Mineralien, Fossilien und zoologische Präparate). Er besaß ein großes Herbar mit 11000 Belegen, das später von Giovanni Battista Balbis übernommen wurde. Er korrespondierte auch mit Carl von Linné.

## Schriften (Auswahl)

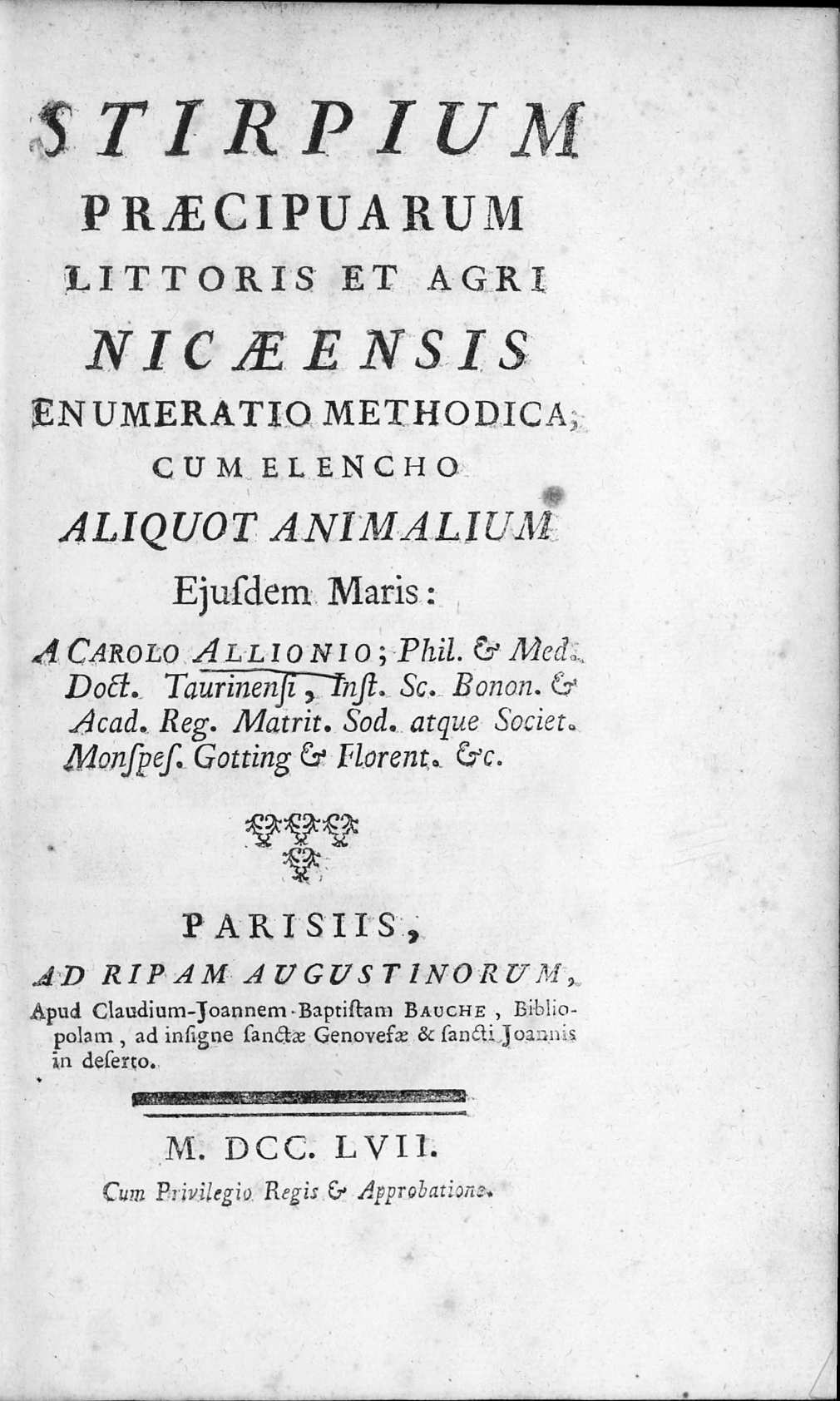
Stirpium praecipuarum littoris et agri Nicaeensis enumeratio methodica, 1757

Sein wichtigstes Werk war Flora Pedemontana, sive enumeratio methodica stirpium indigenarum Pedemontii, eine Untersuchung der Pflanzenwelt im Piemont, in der er 2813 Pflanzenarten auflistet, darunter 237 bis dahin unbekannte. 1766 gab er das Manipulus Insectorum Tauriniensium heraus. Hier eine Werksauswahl:
- Rariorum Pedemontii stirpium. Specimen primum. 1755.
  - Stirpium praecipuarum littoris et agri Nicaeensis enumeratio methodica. Jean Baptiste Claude Bauche (2.), Paris 1757 (Latein, beic.it).
- Stirpium praecipuarum littoris et agri Nicaeensis enumeratio methodica. 1757.
- Flora Pedemontana, sive enumeratio methodica stirpium indigenarum Pedemontii. 1785 (online).
- Auctarium ad Floram Pedemontanam cum notis et emendationibus. 1789 (archive.org).

## Ehrungen
Allioni war Mitglied zahlreicher Akademien und Gelehrter Gesellschaften.
Der schwedische Botaniker Carl von Linné hat die Pflanzengattung der Allionia aus der Familie der Wunderblumengewächse (Nyctaginaceae) zu seinen Ehren benannt. Der aus Schweden stammende US-amerikanische Botaniker Per Axel Rydberg hat die Gattung Allioniella (heute der Gattung Mirabilis zugeordnet), ebenfalls aus der Familie der Wunderblumengewächse, zu seiner Ehrung benannt. Ferner sind folgende vier einzelne Arten nach ihm benannt:
- Arabis allionii
- Jovibarba allionii
- Primula allionii
- Veronica allionii

Des Weiteren ist die Zeitschrift Allionia nach ihm benannt.